# Stary Głuchów
Stary Głuchów est une localité polonaise de la gmina de Raków, située dans le powiat de Kielce en voïvodie de Sainte-Croix.